# سیارک ۳۰۱۰
سیارک ۳۰۱۰ (به انگلیسی: 3010 Ushakov، نامگذاری:1978SB5) سه هزار و دهمین سیارک کشف شده‌است که در ۲۷ سپتامبر ۱۹۷۸ کشف شد.
قدر مطلق سیارک برابر ۱۲٫۲۰ است.